# St.-Ignatius-Kirche (Vilnius)

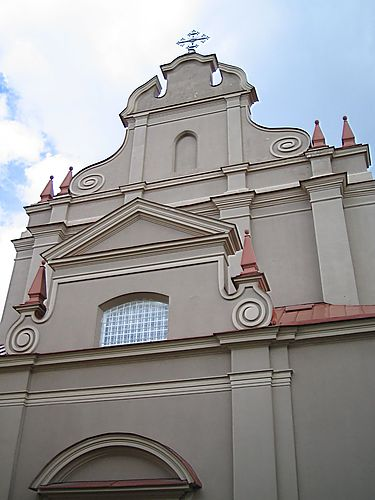
St. Ignatius, Außenansicht

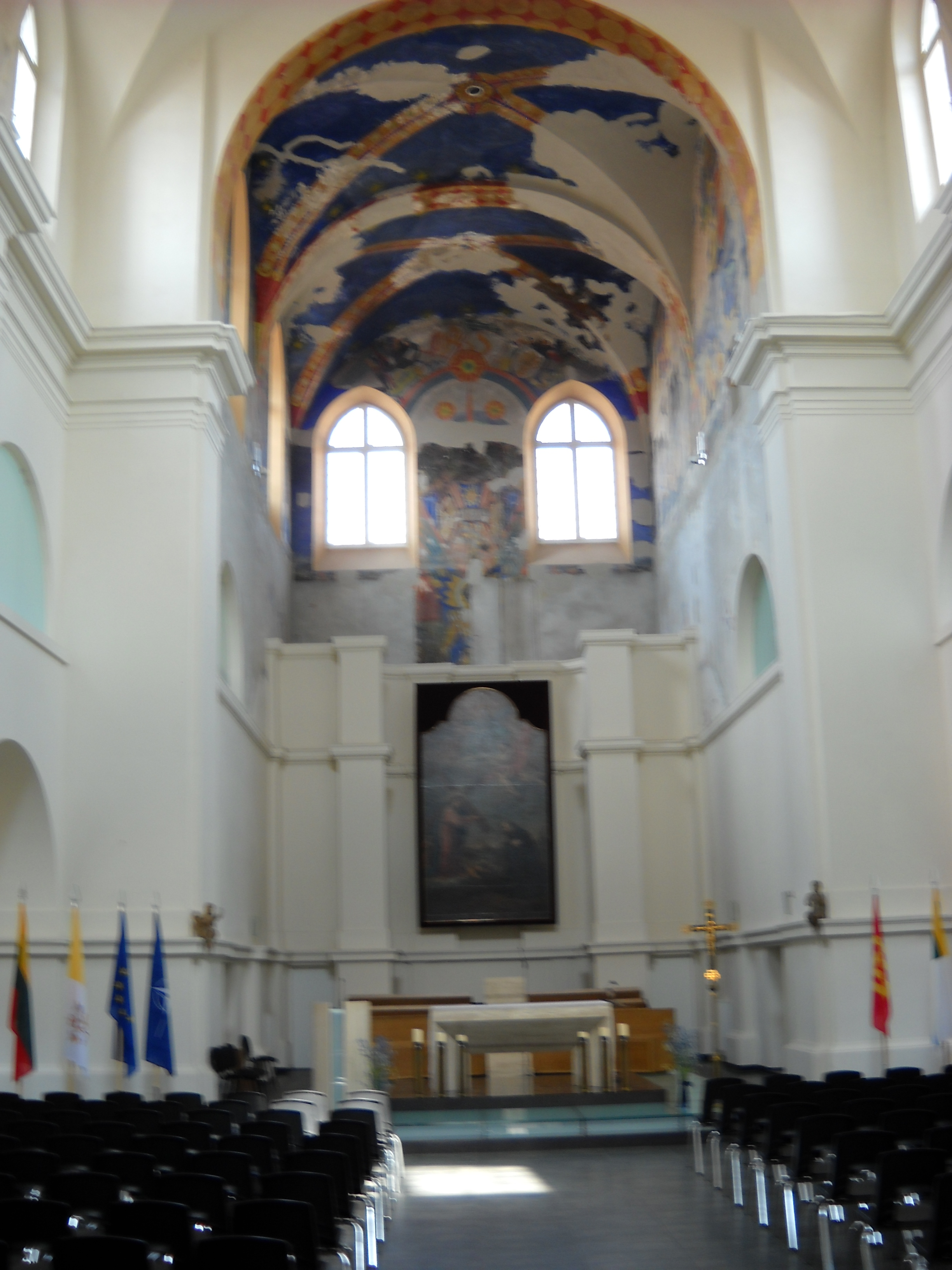
Innenansicht

Die St.-Ignatius-Kirche Vilnius (litauisch Šv. Ignoto bažnyčia) ist ein römisch-katholisches Kirchengebäude in der litauischen Hauptstadt Vilnius. Sie hat das Patrozinium des hl. Ignatius von Loyola, des Gründers des Jesuitenordens. Die Ignatiuskirche befindet sich in der Altstadt Vilnius.

## Geschichte
Zwischen 1622 und 1647 wurde die Jesuiten-Kirche als Basilika mit Kuppel und zwei Türmen erbaut. Nach einem Brand im 18. Jahrhundert wurde sie von Tomas Žebrauskas wiederaufgebaut.
Der Jesuitenorden wurde 1773 aufgehoben. 1798 wurde die Kirche mit den Klostergebäuden dem Preobraschensker Leib-Garderegiment der russischen Armee übergeben und für die russisch-orthodoxe Liturgie umgestaltet. Der Altar aus künstlichem Marmor wurde abgerissen.
Am 23. November 2004 bestimmte der Erzbischof von Vilnius die Kirche zur zentralen Gottesdienststätte der litauischen Streitkräfte. Seit November 2018 gibt es an der Kirche einen Jugendchor.